# Virgil Sollozzo
Virgilio "Virgil" Sollozzo är en figur i romanen och filmserien Gudfadern. Han ägnar sig åt langning och smuggling av narkotika. Han jobbar tillsammans med Bruno Tattaglia (Tony Giorgio), son till Don Philip Tattaglia (Victor Rendina).
Efter att Don Vito Corleone (Marlon Brando) vägrar att delta i narkotikahandeln, försöker Sollozzo låta mörda Vito Corleone, som dock överlever. Som vedergällning skjuter Michael Corleone (Al Pacino) både Sollozzo och hans livvakt till döds vid ett möte på en restaurang. Mordet på denne livvakt, captain Mark McCluskey (Sterling Hayden), en korrumperad poliskapten, tvingar Michael att fly utomlands.
Virgil Sollozzo är en italienare från Sicilien, men han kallas "Turken" (engelska: The Turk, italienska: Il Turco), dels för att han har drogplantager i Turkiet, dels för att han har en familj i Turkiet, dels för att hans näsa beskrivs som en turkisk sabel och dels för hans skicklighet med kniven (ett drag som tillskrivs turkiska tjuvar).
I Francis Ford Coppolas filmversion spelas Virgil Sollozzo av Al Lettieri.